# Alex Reynolds
Alex Reynolds (Bilbao, 1978) és una artista que expressa el seu art mitjançant les performances. Ha exposat a l'Espai 13 de la Fundació Joan Miró, dins el cicle The End Is Where We Start From, comissariat per Karin Campbell. Va néixer a Bilbao l'any 1978. És coneguda pels seus enigmàtics projectes que tracten sobre l'ésser humà i la seva part més artística, perquè l'espectador participi amb les seves obres. Anteriorment havia basat els seus treballs previs en estratègies paracinematogràfiques on el cinema era la referència per a una experiència
no fílmica de l'espectador a la sala d'exposicions.

## Obres i projectes
Amb l'obra Spinario passa per la Fundació Miró a l'Espai 13 on en aquest curtmetratge l'artista indaga que significa "encarnar" l'ésser humà.
- Boom
- Jeanne
- But they are not you
- Te oímos beber
- Clara
- Marta
- When smoke become fire, my love…
- Una chica, un coche, una pistola
- Oveja Buey Viento
- Nueve segundos de negro
- Bienvenida
- Three
- Welcome
- Laia
- Le Buisson St Louis